# Hậu Hán thư
| Nhị thập tứ sử | Nhị thập tứ sử | Nhị thập tứ sử              | Nhị thập tứ sử |
| -------------- | -------------- | --------------------------- | -------------- |
| STT            | Tên sách       | Tác giả                     | Số quyển       |
| 1              | Sử ký          | Tư Mã Thiên                 | 130            |
| 2              | Hán thư        | Ban Cố                      | 100            |
| 3              | Hậu Hán thư    | Phạm Diệp                   | 120            |
| 4              | Tam quốc chí   | Trần Thọ                    | 65             |
| 5              | Tấn thư        | Phòng Huyền Linh (chủ biên) | 130            |
| 6              | Tống thư       | Thẩm Ước                    | 100            |
| 7              | Nam Tề thư     | Tiêu Tử Hiển                | 59             |
| 8              | Lương thư      | Diêu Tư Liêm                | 56             |
| 9              | Trần thư       | Diêu Tư Liêm                | 36             |
| 10             | Ngụy thư       | Ngụy Thâu                   | 114            |
| 11             | Bắc Tề thư     | Lý Bách Dược                | 50             |
| 12             | Chu thư        | Lệnh Hồ Đức Phân (chủ biên) | 50             |
| 13             | Tùy thư        | Ngụy Trưng (chủ biên)       | 85             |
| 14             | Nam sử         | Lý Diên Thọ                 | 80             |
| 15             | Bắc sử         | Lý Diên Thọ                 | 100            |
| 16             | Cựu Đường thư  | Lưu Hú (chủ biên)           | 200            |
| 17             | Tân Đường thư  | Âu Dương Tu, Tống Kỳ        | 225            |
| 18             | Cựu Ngũ Đại sử | Tiết Cư Chính (chủ biên)    | 150            |
| 19             | Tân Ngũ Đại sử | Âu Dương Tu (chủ biên)      | 74             |
| 20             | Tống sử        | Thoát Thoát (chủ biên)      | 496            |
| 21             | Liêu sử        | Thoát Thoát (chủ biên)      | 116            |
| 22             | Kim sử         | Thoát Thoát (chủ biên)      | 135            |
| 23             | Nguyên sử      | Tống Liêm (chủ biên)        | 210            |
| 24             | Minh sử        | Trương Đình Ngọc (chủ biên) | 332            |
| -              | Tân Nguyên sử  | Kha Thiệu Mân (chủ biên)    | 257            |
| -              | Thanh sử cảo   | Triệu Nhĩ Tốn (chủ biên)    | 529            |

Hậu Hán Thư (giản thể: 后汉书; phồn thể: 後漢書; bính âm: Hòuhàn shū) là một trong những tác phẩm lịch sử chính thức của Trung Quốc do Phạm Diệp biên soạn vào thế kỷ thứ 5, sử dụng một số cuốn sách sử và văn bản trước đó làm nguồn thông tin. Nó bao quát giai đoạn lịch sử Đông Hán từ năm 25 đến năm 220.
Cuốn sách này là một phần trong bộ Tiền tứ sử của tổng tập Nhị thập tứ sử cùng với các cuốn Sử ký Tư Mã Thiên, Hán Thư và Tam Quốc Chí. Phạm Việp đã sử dụng một số cuốn lịch sử trước đó, gồm cả những tác phẩm của Tư Mã Thiên và Ban Cố, và nhiều cuốn sử khác (một số cuốn có tên trùng với tác phẩm này như cuốn Hán sử của nhiều tác giả viết trong thế kỷ thứ 2 hay cuốn Hậu Hán sử của Viên Hoành từ thế kỷ thứ 4) đa số những cuốn đó không còn tồn tại nguyên vẹn đến ngày nay. 30 quyển cuối cùng của cuốn sách, được lấy từ cuốn Tiếp nối Hán Thư (Tục Hán thư), một tác phẩm do Tư Mã Bưu (司馬彪) thực hiện ở thế kỷ thứ 3, đã được Lưu Chiêu (劉昭) gộp thêm vào ở thế kỷ thứ 6 khi ông thực hiện phần chú giải.
Cuốn "Tây Vực trường sử" (Sử vùng Tây Vực) do Ban Dũng (班勇) thực hiện một thời gian ngắn sau năm 127, dựa trên một phần những ghi chép của cha ông là Ban Siêu, là nguồn tư liệu chính về văn hoá và kinh tế xã hội của Tây Vực trong quyển 88 của cuốn sách này. Điều này khẳng định thêm rằng, chính Phạm Diệp, người đã ghi chép ngắn gọn trong văn bản viết về những nguồn tài liệu của mình trong tập viết về Tây Vực với lời bình luận của ông ở cuối chương rằng ngày tháng trong đoạn về Tây Vực đó đã được sửa đổi, sử dụng ngày tháng khác biệt so với những cuốn sử trước đó, như thông tin của Ban Dũng.

## Mục lục

### Bản kỷ
- Quyển 1 Thượng Quang Vũ Đế thượng (Nguyên tên gốc là Thế Tổ Quang Vũ Đế kỷ, sau Lý Hiền kỵ húy Lý Thế Dân mà đổi tên mới)
- Quyển 1 Hạ Quang Vũ Đế hạ
- Quyển 2 Hiển Tông, Hiếu Minh Đế
- Quyển 3 Túc Tông, Hiếu Chương Đế
- Quyển 4 Hiếu Hòa, Hiếu Thương Đế
- Quyển 5 Hiếu An Đế
- Quyển 6 Hiếu Thuận, Hiếu Xung, Hán Chất Đế
- Quyển 7 Hiếu Hoàn Đế
- Quyển 8 Hiếu Linh Đế
- Quyển 9 Hiếu Hiến Đế (Phụ Hoằng Nông Hoài Vương Lưu Biện)
- Quyển 10 Thượng, Hoàng hậu thượng - Quang Vũ Quách Hoàng hậu húy Thánh Thông, Quang Liệt Âm hoàng hậu húy Lệ Hoa, Minh Đức Mã Hoàng hậu, Giả Quý Nhân, Chương Đức Đậu hoàng hậu, Hòa Đế Âm Hoàng hậu, Hòa Hi Đặng Hoàng hậu húy Tuy (Là bộ sử duy nhất trong nhị thập tứ sử lập kỷ Hoàng hậu)
- Quyển 10 Hạ, Hoàng hậu hạ - An Tư Diêm Hoàng hậu húy Cơ, Thuận Liệt Lương Hoàng hậu húy Nạp, Ngu Mỹ Nhân, Trần Phu nhân, Hiếu Sùng Yển Hoàng hậu, Hoàn Đế Ý Hiến Lương Hoàng hậu húy Nữ Oánh, Hoàn Đế Đặng Hoàng hậu húy Mãnh Nữ, Hoàn Tư Đậu hoàng hậu húy Diệu, Hiếu Nhân Đổng Hoàng hậu, Linh Đế Tống Hoàng hậu, Linh Tư Hà Hoàng hậu, Linh Hoài Vương Hoàng hậu húy Vinh,Hiến Đế Phục Hoàng hậu húy Thọ ,Hiến Mục Tào hoàng hậu húy Tiết

### Liệt truyện
- Quyển 11 Lưu Huyền, Lưu Bồn Tử truyện 1
- Quyển 12 Vương Lưu Trương Lý Bành Lư truyện 2 - Vương Xương, Lưu Vĩnh, Bàng Manh, Trương Bộ, Vương Hoành, Lý Hiến, Bành Sủng, Lư Phương
- Quyển 13 Ngôi Hiêu, Công Tôn Thuật liệt truyện 3
- Quyển 14 Tông thất tứ vương tam hầu liệt truyện 4 - Tề Vũ vương Diễn, Bắc Hải Tĩnh vương Hưng, Triệu Hiếu vương Lương, Thành Dương Cung vương Chỉ, Tứ Thủy vương Hấp, An Thành Hiếu hầu Tứ, Thành Vũ Hiếu hầu Thuận, Thuận Dương Hoài Hầu Gia
- Quyển 15 Lý Vương Đặng Lai liệt truyện 5 - Lý Thông, Vương Thường, Đặng Thần, Lai Hấp
- Quyển 16 Đặng Khấu liệt truyện 6 - Đặng Vũ, Khấu Tuân
- Quyển 17 Phùng Sầm Giả liệt truyện 7 - Phùng Dỵ, Sầm Bành, Giả Phục
- Quyển 18 Ngô Cái Trần Tang liệt truyện 8 - Ngô Hán, Cái Duyên, Trần Tuấn, Tang Cung
- Quyển 19 Cảnh Yểm liệt truyện 9
- Quyển 20 Diêu Kỳ Vương Bá Sái Tuân liệt truyện 10 - Diêu Kỳ, Vương Bá, Thái Tuân
- Quyển 21 Nhâm Lý Vạn Phi Lưu Cảnh liệt truyện 11 - Nhâm Quang, Lý Trung, Vạn Tu, Bi Đồng, Lưu Thực, Cảnh Thuần
- Quyển 22 Chu Cảnh Vương Đỗ Mã Lưu Phó Kiên Mã liệt truyện 12 - Chu Hữu, Cảnh Đan, Vương Lương, Đỗ Mậu, Mã Thành, Lưu Long, Phó Tuấn, Kiên Đàm, Mã Vũ
- Quyển 23 Đậu Dung liệt truyện 13 - Đậu Dung, Đậu Cố, Đậu Hiến, Đậu Chương
- Quyển 24 Mã Viện liệt truyện 14
- Quyển 25 Trác Lỗ Ngụy Lưu liệt truyện 15 - Trác Mậu, Lỗ Cung, Ngụy Bá, Lưu Khoan
- Quyển 26 Phục Hầu Tống Sái Phùng Triệu Mưu Vi liệt truyện 16 - Phục Trạm, Hầu Bá, Tống Hoằng, Thái Mậu, Quách Hạ, Phùng Cần, Triệu Hí, Mưu Dung, Vi Bưu
- Quyển 27 Tuyên Trương Nhị Vương Đỗ Quách Ngô Thừa Trịnh Triệu liệt truyện 17 - Tuyên Bỉnh, Trương Trạm, Vương Đan, Vương Lương, Đỗ Lâm, Quách Đan, Ngô Lương, Thừa Cung, Trịnh Quân, Triệu Điển
- Quyển 28 Thượng - Hoàn Đàm, Phùng Diễn liệt truyện thượng 18
- Quyển 28 Hạ - Phùng Diễn liệt truyện hạ 18 - Phùng Báo
- Quyển 29 Thân Đồ Cương, Bảo Vĩnh, Chí Uẩn liệt truyện 19
- Quyển 30 Thượng - Tô Cánh, Dương Hậu liệt truyện thượng 20
- Quyển 30 Hạ - Lang Ỷ, Tương Khải liệt truyện hạ 20
- Quyển 31 Quách Đỗ Khổng Trương Liêm Vương Tô Dương Giả Lục liệt truyện 21 - Quách Cấp, Đỗ Thi, Khổng Phấn, Trương Kham, Liêm Phạm, Vương Đường, Tô Chương, Dương Tục, Giả Tông, Lục Khang
- Quyển 32 Phàn Hoành, Âm Thức liệt truyện 22
- Quyển 33 Chu Phùng Ngu Trịnh Chu liệt truyện 23 - Chu Phù, Phùng Phường, Ngu Duyên, Trịnh Hoằng, Chu Chương
- Quyển 34 Lương Thống liệt truyện 24
- Quyển 35 Trương Tào Trịnh liệt truyện 25 - Trương Thuần, Trương Phấn, Tào Bao, Trịnh Huyền
- Quyển 36 Trịnh Phạm Trần Giả Trương liệt truyện 26 - Trịnh Hưng, Trịnh Chúng, Phạm Thăng, Trần Nguyên, Giả Quỳ, Trương Bá, Trương Khải, Trương Lăng, Trương Huyền
- Quyển 37 Hoàn Vinh, Đinh Hồng liệt truyện 27
- Quyển 38 Trương Pháp Đằng Phùng Độ Dương liệt truyện 28 - Trương Tông, Pháp Hùng, Đằng Phủ, Phùng Cổn, Độ Thượng, Dương Tuyền
- Quyển 39 Lưu Triệu Thuần Vu Giang Lưu Chu Triệu liệt truyện 29 - Lưu Bình, Triệu Hiếu, Thuần Vu Cung, Giang Cách, Lưu Bàn, Chu Bàn, Triệu Tư
- Quyển 40 Thượng-Ban Bưu liệt truyện thượng 30
- Quyển 40 Hạ-Ban Bưu liệt truyện hạ 30 - Ban Cố
- Quyển 41 Đệ Ngũ Chung Ly Tống Hàn liệt truyện 31 - Đệ Ngũ Luân, Chung Ly Ý, Tống Quân, Hàn Lãng
- Quyển 42 Quang Vũ thập vương liệt truyện 32 - Lưu Cương, Lưu Phụ, Lưu Khang, Lưu Duyên, Lưu Yên, Lưu Anh, Lưu Thương, Lưu Kinh, Lưu Hành, Lưu Kinh
- Quyển 43 Chu Nhạc Hà liệt truyện 33 - Chu Huy, Tôn Mục, Nhạc Khôi, Hà Sưởng
- Quyển 44 Đặng Trương Từ Trương Hồ liệt truyện 34 - Đặng Bưu, Trương Vũ, Từ Phòng, Trương Mẫn, Hồ Quảng
- Quyển 45 Viên Trương Hàn Chu liệt truyện 35 - Viên An, Viên Kinh, Viên Sưởng, Trương Bô, Hàn Lăng, Chu Vinh
- Quyển 46 Quách Trần liệt truyện 36 - Quách Cung, Trần Sủng
- Quyển 47 Ban Lương liệt truyện 37 - Ban Siêu, Lương Cận
- Quyển 48 Dương Lý Trạch Ứng Hoắc Viên Từ liệt truyện 38 - Dương Chung, Lý Pháp, Trạch Bô, Ứng Phụng, Ứng Thiệu, Hoắc Tư, Viên Duyên, Từ Cầu
- Quyển 49 Vương Sung, Vương Phù, Trọng Trường Thống liệt truyện 39
- Quyển 50 Hiếu Minh bát vương liệt truyện 40 - Lưu Kiến, Lưu Tiện, Lưu Cung, Lưu Đảng, Lưu Diễn, Lưu Sướng, Lưu Bỉnh, Lưu Trường
- Quyển 51 Lý Trần Bàng Trần Kiều liệt truyện 41 - Lý Tuân, Trần Thiện, Bàng Tham, Trần Quy, Kiều Huyền
- Quyển 52 Thôi Nhân liệt truyện 42
- Quyển 53 Chu Hoàng Từ Khương Thân Đồ liệt truyện 43 - Chu Tiếp, Hoàng Hiến, Từ Trĩ, Khương Quăng, Thân Đồ Bàn
- Quyển 54 Dương Chấn liệt truyện 44
- Quyển 55 Chương Đế bát vương liệt truyện 45 - Lưu Kháng, Lưu Toàn, Lưu Khánh, Lưu Thọ, Lưu Khai, Lưu Thục, Lưu Vạn Tuế, Lưu Thắng
- Quyển 56 Trương Vương Chủng Trần liệt truyện 46 - Trương Hạo, Vương Cung, Chủng Cảo, Trần Cầu
- Quyển 57 Đỗ Loan Lưu Lý Lưu Tạ liệt truyện 47 - Đỗ Căn, Loan Ba, Lưu Đào, Lý Vân, Lưu Du, Tạ Bật
- Quyển 58 Ngu Truyền Cái Tang liệt truyện 48 - Ngu Hủ, Truyền Tiếp, Cái Huân, Tang Hồng
- Quyển 59 Trương Hành liệt truyện 49
- Quyển 60 Thượng - Mã Dung liệt truyện thượng 50
- Quyển 60 Hạ - Thái Ung liệt truyện hạ 50
- Quyển 61 Tả Chu Hoàng liệt truyện 51 - Tả Hùng, Chu Cử, Chu Hiệp, Hoàng Quỳnh, Hoàng Uyển
- Quyển 62 Tuân Hàn Chung Trần liệt truyện 52 - Tuân Thục, Tuân Sảng, Tuân Duyệt, Hàn Thiều, Chung Hạo, Trần Thực, Trần Kỷ
- Quyển 63 Lý Đỗ liệt truyện 53 - Lý Cố, Đỗ Kiều
- Quyển 64 Ngô Duyên Sử Lư Triệu liệt truyện 54 - Ngô Hữu, Duyên Đốc, Sử Bật, Lư Thực, Triệu Kỳ
- Quyển 65 Hoàng Phủ Trương Đoạn liệt truyện 55 - Hoàng Phủ Quy, Trương Hoán, Đoạn Huỳnh
- Quyển 66 Trần Vương liệt truyện 56 - Trần Phồn, Vương Doãn
- Quyển 67 Đảng Cố liệt truyện 57 - Lưu Thục, Lý Ưng, Đỗ Mật, Lưu Hữu, Ngụy Lãng, Phức, Tông Từ, Ba Túc, Phạm Bàng, Doãn Huân, Thái Diễn, Dương Trắc, Trương Kiệm, Sầm Vãn, Trần Tường (Đông Hán), Uyển Khang, Đàn Phu, Lưu Nho, Giả Bưu, Hà Ngung
- Quyển 68 Quách Phù Hứa liệt truyện 58 - Quách Thái, Phù Dung, Hứa Thiệu
- Quyển 69 Đậu Hà liệt truyện 59 - Đậu Vũ, Hà Tiến
- Quyển 70 Trịnh Khổng Tuân liệt truyện 60 - Trịnh Thái, Khổng Dung, Tuân Úc
- Quyển 71 Hoàng Phủ Tung, Chu Tuấn liệt truyện 61
- Quyển 72 Đổng Trác liệt truyện 62
- Quyển 73 Lưu Ngu, Công Tôn Toản, Đào Khiêm liệt truyện 63
- Quyển 74 Thượng - Viên Thiệu Lưu Biểu liệt truyện 64 thượng - Viên Thiệu
- Quyển 74 Hạ - Viên Thiệu Lưu Biểu liệt truyện 64 hạ - Viên Đàm, Lưu Biểu
- Quyển 75 Lưu Yên, Viên Thuật, Lã Bố liệt truyện 65
- Quyển 76 Tuần lại liệt truyện 66 - Vệ Táp, Vương Cảnh, Tần Bành, Vương Hoán, Hứa Kinh, Mạnh Thường, Đệ Ngũ Phóng, Lưu Củ, Lưu Sủng, Cừu Lãm, Đồng Khôi, Đệ Dực
- Quyển 77 Khốc lại liệt truyện 67 - Đổng Tuyên, Phàn Diệp, Lý Chương, Chu Tri, Hoàng Xương, Dương Cầu, Vương Cát
- Quyển 78 Hoạn giả liệt truyện 68 - Trịnh Huề, Thái Luân, Tôn Trình, Tào Đằng, Đan Siêu, Hầu Lãm, Tào Tiết, Thẩm Trung, Lữ Cường, Trương Nhượng
- Quyển 79 Thượng - Nho lâm liệt truyện 69 thượng - Lưu Côn, Tử Dật, Oa Đan, Dương Hồng, Nhâm An, Dương Chính, Trương Hưng, Đái Bằng, Ngụy Mãn, Tôn Kỳ, Âu Dương Hấp, Tào Tằng, Tống Đăng, Trương Tuần, Doãn Mẫn, Chu Phòng, Khổng Hy, Dương Luân
- Quyển 79 Hạ - Nho lâm liệt truyện 69 hạ - Cao Hủ, Bao Hàm, Ngụy Ứng, Phục Cung, Nhâm Mạt, Cảnh Loan, Tiết Hán, Đỗ Phủ, Triệu Tuần, Dương Nhân, Triệu Diệp, Thời Sơn, Đổng Quân, Đinh Cung, Chu Trạch, Trương Kham, Chung Hưng, Chân Vũ, Lâu Vọng, Trình Tằng, Trương Huyền, Lý Dục, Hà Hưu, Phục Kiền, Dĩnh Dung, Tạ Cai, Hứa Thận, Thái Huyền
- Quyển 80 Thượng - Văn uyển liệt truyện 70 thượng - Đỗ Đốc, Vương Long, Hạ Cung, Phó Nghị, Hoàng Hương, Lưu Nghị, Lý Vưu, Tô Thuận, Lưu Trân, Cát Cung, Vương Dật, Thôi Kỳ, Biên Thiều
- Quyển 80 Hạ - Văn uyển liệt truyện 70 hạ - Trương Thăng, Sỹ Quận, Triệu Nhất, Lưu Lương, Biên Nhượng, Ly Viêm, Hầu Cẩn, Cao Bưu, Trương Siêu, Nhĩ Hành
- Quyển 81 Độc hành liệt truyện 71 Tiều Huyền, Lý Nghiệp, Lưu Mậu, Ôn Tự, Bành Tu, Tác Lư Phóng, Chu Gia, Phạm Thức, Lý Thiện, Vương Truân, Lăng Tục, Lý Sung, Mâu Can, Trần Trọng, Lôi Nghĩa, Phạm Nhiễm, Đái Tựu, Triệu Bao, Hướng Hủ, Lượng Phụ, Lưu Dực, Vương Liệt
- Quyển 82 Thượng - Phương thuật liệt truyện 72 thượng - Nhâm Văn Công, Quách Hiến, Hứa Dương, Cao Hoạch, Vương Kiều Giả, Tạ Di Ngô, Dương Do, Lý Nam, Lý Hợp, Đoạn Ế, Liêu Phù, Chiết Tượng, Phàn Anh
- Quyển 82 Hạ - Phương thuật liệt truyện 72 hạ - Đường Đàn, Công Sa Mục, Hứa Mạn, Triệu Ngạn, Phàn Chí Trương, Thiện Dương, Hàn Thuyết, Đổng Phù, Quách Ngọc, Hoa Đà, Từ Đăng, Phí Trường Phòng, Kế Tử Huấn, Lưu Căn, Tả Từ, Kế Tử Huân, Hòa Bình
- Quyển 83 Dật dân liệt truyện 73 - Hướng Trường, Phùng Manh, Chu Đảng, Vương Bá, Nghiêm Quang, Tỉnh Đan, Lương Hồng, Cao Phượng, Đài Đông, Hàn Khang, Kiểu Thận, Đái Lương, Pháp Chân, Bàng Công
- Quyển 84 Liệt nữ truyện 74 (Một trong Nhị thập tứ sử có lập truyện riêng dành cho nữ giới)
- Quyển 85 Đông Di liệt truyện 75 - Phù Dư, Ấp Lâu, Cao Câu Ly, Đông Ốc Tự, Uế Mạch, Tam Hàn, Oa
- Quyển 86 Nam Man Tây Nam Di liệt truyện 76
- Quyển 87 Tây Khương liệt truyện 77 - Khương
- Quyển 88 Tây Vực liệt truyện 78 - Vu Điền, Điều Chi, An Tức, Đại Tần, Đại Nguyệt Thị, Thiên Trúc, Yểm Sái, Sơ Lặc, Yên Kỳ, Xa Sư
- Quyển 89 Nam Hung Nô liệt truyện 79
- Quyển 90 Ô Hoàn, Tiên Ty liệt truyện 80

### Chí
- Quyển 1 Luật lịch thượng
- Quyển 2 Luật lịch trung
- Quyển 3 Luật lịch hạ
- Quyển 4 Lễ nghi thượng
- Quyển 5 Lễ nghi trung
- Quyển 6 Lễ nghi hạ
- Quyển 7 Tế tự thượng
- Quyển 8 Tế tự trung
- Quyển 9 Tế tự hạ
- Quyển 10 Thiên văn thượng
- Quyển 11 Thiên văn trung
- Quyển 12 Thiên văn hạ
- Quyển 13 Ngũ hành 1
- Quyển 14 Ngũ hành 2
- Quyển 15 Ngũ hành 3
- Quyển 16 Ngũ hành 4
- Quyển 17 Ngũ hành 5
- Quyển 18 Ngũ hành 6
- Quyển 19 Quận quốc 1
- Quyển 20 Quận quốc 2
- Quyển 21 Quận quốc 3
- Quyển 22 Quận quốc 4
- Quyển 23 Quận quốc 5
- Quyển 24 Bách quan 1
- Quyển 25 Bách quan 2
- Quyển 26 Bách quan 3
- Quyển 27 Bách quan 4
- Quyển 28 Bách quan 5
- Quyển 29 Dư phục thượng
- Quyển 30 Dư phục hạ